# Peyrat-de-Bellac
Peyrat-de-Bellac este o comună în departamentul Haute-Vienne din centrul Franței. În 2009 avea o populație de 1.131 de locuitori.

## Evoluția populației
| An        | 1975  | 1982  | 1990  | 1999  | 2006  | 2009  |
| --------- | ----- | ----- | ----- | ----- | ----- | ----- |
| Populație | 1.032 | 1.088 | 1.137 | 1.104 | 1.116 | 1.131 |